# Miraveche
Miraveche település Spanyolországban, Burgos tartományban. Miraveche Villanueva de Teba, Santa María Ribarredonda, Cubo de Bureba, Busto de Bureba, Cascajares de Bureba, Oña, Partido de la Sierra en Tobalina és Pancorbo községekkel határos. Lakosainak száma 95 fő (2024).

## Népesség
A település népessége az utóbbi években az alábbiak szerint változott:
| Lakosok száma | 120  | 106  | 102  | 94   | 89   | 86   | 80   | 71   | 85   | 95   |
|               | 2001 | 2004 | 2006 | 2009 | 2011 | 2014 | 2016 | 2019 | 2021 | 2024 |